# Saturn IB
Saturn IB (izgovorjava [one-B] - »ena-B«), znana tudi kot Uprated Saturn I je bila ameriška nosilna raketa za enkratno uporabo, ki so jo uporabljali za preskušanje v programu Apollo.

## Specifikacije
- Funkcija: nosilna raketa
- Izdelovalec: Chrysler (S-IB); Douglas (S-IVB)
- Država: ZDA
- Status: upokojena
- Višina: 43,2 m (brez tovora)
- Premer: 6,61 m
- Masa: 589770 kg (brez tovora)
- Število stopenj: 2
- Kapaciteta v NZO: 21 ton

- Izstrelišče: LC-37 & LC-34, Cape Canaveral LC-39B, Kennedy Space Center
- Število izstrelitev: 9 (vse uspešne) 	9
- Prva izstrelitev: 26. februarja 1966
- Zadnja izstrelitev: 15. julija 1975
- Znani tovori: Apollo LM, Apollo CSM brez posadke in CSM s posadko

- Prva stopnja - S-IB
- Motorji: 8 * H-1
- Potisk: 1600000 lbf (7100 kN) skupno
- Čas delovanja: 150 sekund
- Gorivo: RP-1/LOX  (kerozin in tekoči kisik)

- Druga stopnja - S-IVB-200
- Motorji: 1 Rocketdyne J-2
- Potisk: 200000 lbf (890 kN)
- Čas delovanja: 480 sekund
- Gorivo: LH2/LOX (tekoči vodik in tekoči kisik)